# Le Verdon-sur-Mer
Le Verdon-sur-Mer és un municipi francès, situat al departament de la Gironda i a la regió de la Nova Aquitània. Tot i trobar-se al Medoc, un parçan occità, és un poble històricament de parla francesa. Tot i així, té un exònim en occità, lo Verdon de Mar.

## Demografia
| 1962                                       | 1968  | 1975  | 1982  | 1990  | 1999  | 2007  |
| ------------------------------------------ | ----- | ----- | ----- | ----- | ----- | ----- |
| 1.554                                      | 1.630 | 1.648 | 1.616 | 1.344 | 1.274 | 1.369 |
| Des de 1962: població sense dobles comptes |       |       |       |       |       |       |

## Administració
| Període   | Identitat       | Partit        |
| --------- | --------------- | ------------- |
| 1942-1965 | Georges Poirier | Divers droite |
| 1965-1976 | Jean Larrieux   | PS            |
| 1976-1977 | Albert Platon   | PS            |
| 1977-1983 | Fernand Formont | Divers droite |
| 1983-1989 | Michel Rapeau   | PS            |
| 1989-2008 | Alain Martinet  | Divers droite |
| 2008-     | Jacques Bidalun |               |